# Azerbejdżan na Mistrzostwach Świata w Lekkoatletyce 2011
Azerbejdżan na Mistrzostwach Świata w Lekkoatletyce 2011 w Daegu był reprezentowany przez jednego zawodnika.

## Występy reprezentantów Azerbejdżanu

### Mężczyźni

#### Konkurencje techniczne
| Konkurencja | Zawodnik        | Eliminacje | Eliminacje | Finał    | Finał   |
| Konkurencja | Zawodnik        | Rezultat   | Pozycja    | Rezultat | Pozycja |
| ----------- | --------------- | ---------- | ---------- | -------- | ------- |
| Rzut młotem | Dzmitry Marshin | 70,04 m    | 26         |          |         |